# 大森区
大森区（おおもりく、旧字体：大森區）は、東京府東京市（後に東京都）にかつて存在した区である。1932年（昭和7年）から1947年（昭和22年）までの期間（35区の時代）に存在した。現在の大田区の一部。

## 歴史

### 沿革
- 1932年（昭和7年）10月1日 - 荏原郡全域が東京市に編入[1]。大森町、入新井町、馬込町、池上町、東調布町の区域に大森区を設置[1]。尚、1932年（昭和7年）4月26日に、東京市から東京府へと提出（内申）された市域拡張案では、大森町・入新井町・羽田町で大森区となり、池上町・東調布町は蒲田区、馬込町は荏原区となる予定であった[2]。
- 1934年（昭和9年）6月1日 - 蒲田区との境界を変更[3]。
- 1943年（昭和18年）7月1日 - 東京都制施行。東京市と東京府が廃止され、東京都を設置。
- 1944年（昭和19年）1月8日 - 蒲田区との境界を変更[4]。
- 1947年（昭和22年）3月15日 - 蒲田区と合併して大田区を新設[5]。
  - 大森区役所庁舎がそのまま大田区役所庁舎となり、1998年に蒲田駅前に移転するまで利用された。跡地は2001年に大田文化の森が建てられている。

## 行政

### 歴代区長
- 正木虎蔵[6]
- 岡崎栄松[6]
- 田淵義雄[6]
- 三好毅 - 1939年時点[7]
- 草間時光 - 1940年時点[8]
- 堀内林平 - 1942年退任[9]
- 天利新次郎 - 1942年就任[10]
- 加古松太郎[11]
- 河原田覚次郎[11]
- 小池和七[11]
- 児玉信 - 区長心得、1946年時点[12]

## 交通

### 鉄道
大森区には9本の旅客向け鉄道路線が通っていたが、南北方向に走るか、あるいは区域の端をかすめるだけであった。
地理的に見て大森区は東西に長い区であるが、区が存在した当時から現在に至るまで、区域の中央部を東西に貫く鉄道路線はなく、東西方向の公共交通機関は路線バスに頼っている。
- 国鉄（現JR東日本）
  - 東海道本線（東海道線、京浜線（現京浜東北線） ： 大森駅
- 京浜電気鉄道（→東京急行電鉄（大東急）、現京浜急行電鉄）
  - 本線 ： 海岸駅（廃駅） - 大森八幡駅（廃駅） - 大森海水浴場前駅（廃駅） - 沢田駅（→学校裏駅、現平和島駅） - 山谷駅（→大森山谷駅、現大森町駅）
  - 大森支線（廃線） ： 大森停車場前駅
- 東京横浜電鉄（→東京急行電鉄（大東急）、現東急電鉄）
  - 東横線 ： 調布駅（現田園調布駅） - 多摩川駅（→丸子多摩川駅→多摩川園前駅→多摩川園駅、現多摩川駅）
- 目黒蒲田電鉄（→東京横浜電鉄→東京急行電鉄（大東急）、現東急電鉄）
  - 目黒線（→目蒲線、現目黒線） ： 大岡山駅 -（この間は目黒区と世田谷区を通過） - 調布駅（現田園調布駅） - 多摩川駅（→丸子多摩川駅→多摩川園前駅→多摩川園駅、現多摩川駅）
  - 蒲田線（→目蒲線、現東急多摩川線） ： 多摩川駅（→丸子多摩川駅→多摩川園前駅→多摩川園駅、現多摩川駅） - 丸子駅（→武蔵丸子駅、現沼部駅） - 鵜ノ木駅（現鵜の木駅）
  - 大井町線 ： 池月駅（→洗足公園駅、現北千束駅） - 大岡山駅
- 池上電気鉄道（→目黒蒲田電鉄→東京横浜電鉄→東京急行電鉄（大東急）、現東急電鉄）
  - 池上線 ： 長原駅 - 洗足池駅 - 石川駅（現石川台駅） - 旧・雪ヶ谷駅（廃駅） - 調布大塚駅（→新・雪ヶ谷駅→雪ヶ谷大塚駅、現雪が谷大塚駅） - 御嶽山前駅（現御嶽山駅） - 末広駅（→東調布駅→久ヶ原駅、現久が原駅） - 光明寺駅（廃駅） - 慶大グラウンド前駅（現千鳥町駅） - 池上駅
  - 新奥沢線（廃線） ： （大森区域内には、旧・雪ヶ谷駅、新・雪ヶ谷駅以外の駅は存在しなかった）

馬込駅、西馬込駅（都営地下鉄浅草線）は開業していなかった。なお、大森区域周辺に昭和島駅（東京モノレール羽田空港線）があるが、大森区が存在していた頃は駅周辺の土地の埋め立てが完了していなかった。

### 道路
- 京浜国道
- 第二京浜国道（国道1号）
- 池上通り
- 中原街道